# Vladislav I van Walachije

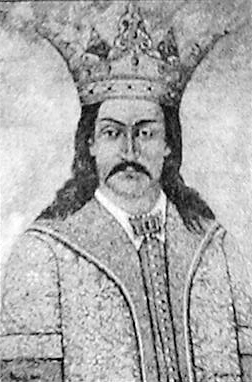
Vladislav I

Vladislav I, ook bekend als Vlaicu Vodă, was heerser van het Walachijse vorstendom (tegenwoordig het zuiden van Roemenië) tussen  1364 - 1377. In 1369 onderwierp Vlaicu Vodă Vidin en erkende Lodewijk I van Hongarije als zijn overheerser. In ruil daarvoor kreeg hij Severin, Amlaș en Făgăraș. In 1373 heroverde Lodewijk I Severin maar de Roemenen kregen het terug tussen 1376-1377. Zijn opvolger was Radu I.